# Едженсі (Міссурі)
Едженсі (англ. Agency) — селище (англ. village) в США, в окрузі Б'юкенан штату Міссурі. Населення — 671 особа (2020).

## Географія
Едженсі розташоване за координатами 39°40′11″ пн. ш. 94°45′46″ зх. д. / 39.66972° пн. ш. 94.76278° зх. д. (39.669719, -94.762794).  За даними Бюро перепису населення США в 2010 році селище мало площу 11,14 км², з яких 11,01 км² — суходіл та 0,13 км² — водойми. В 2017 році площа становила 9,67 км², з яких 9,53 км² — суходіл та 0,13 км² — водойми.

## Демографія
Згідно з переписом 2010 року, у селищі мешкали 684 особи в 257 домогосподарствах у складі 210 родин. Густота населення становила 61 особа/км².  Було 268 помешкань (24/км²).
Расовий склад населення:
| - 96,6 % — білих - 0,9 % — азіатів - 0,3 % — чорних або афроамериканців - 1,2 % — осіб інших рас |

До двох чи більше рас належало 1,0 %. Частка іспаномовних становила 2,9 % від усіх жителів.
За віковим діапазоном населення розподілялося таким чином: 24,9 % — особи молодші 18 років, 64,6 % — особи у віці 18—64 років, 10,5 % — особи у віці 65 років та старші. Медіана віку мешканця становила 37,5 року. На 100 осіб жіночої статі у селищі припадало 101,2 чоловіків;  на 100 жінок у віці від 18 років та старших — 96,9 чоловіків також старших 18 років.
Середній дохід на одне домашнє господарство  становив 75 489 доларів США (медіана — 70 750), а середній дохід на одну сім'ю — 79 930 доларів (медіана — 73 636). За межею бідності перебувало 14,9 % осіб, у тому числі 38,3 % дітей у віці до 18 років та 0,0 % осіб у віці 65 років та старших.
Цивільне працевлаштоване населення становило 426 осіб. Основні галузі зайнятості: виробництво — 22,8 %, освіта, охорона здоров'я та соціальна допомога — 16,4 %, мистецтво, розваги та відпочинок — 12,0 %, науковці, спеціалісти, менеджери — 8,9 %.